# Sophie Heathcote
Sophie Heathcote (* 25. Dezember 1972 in Melbourne, Australien; † 5. Januar 2006 in Connecticut) war eine australische Schauspielerin. Sie starb an einem Aneurysma und war an Hautkrebs erkrankt. Sie hinterließ einen Ehemann, eine Tochter und einen 16 Monate alten Sohn.

## Filmografie (Auswahl)
- 1990–1991: A Country Practice (Fernsehserie, 117 Folgen)
- 1993: Robin Hood Junior (Reckless Kelly)
- 1995: Bordertown (Miniserie, 10 Folgen)
- 1996: Im Tal der Sonne (Sun on the Stubble, Miniserie, 6 Folgen)
- 1996–1997: Water Rats – Die Hafencops (Water Rats, Fernsehserie, 30 Folgen)
- 1997–1998: Raw FM (Fernsehserie, 13 Folgen)
- 1998: Three Chords and a Wardrobe (Kurzfilm)
- 1999: Pigs Breakfast (Fernsehserie)
- 2000: Flippers neue Abenteuer (Flipper, Fernsehserie, Folge 4x19)
- 2000: Grass Roots (Fernsehserie, 8 Folgen)
- 2001: Abschied in den Tod (Fernsehfilm)